# 石井聖子
石井 聖子（いしい せいこ、1973年9月20日 - ）は、東京都出身の企業経営者、元歌手。

## 人物
母親は「ラテンの女王」の異名を持つ歌手で女優の坂本スミ子、父親は皮膚科医の石井禮次郎で、聖ドミニコ学園を経て上智大学文学部を卒業する。
「火のような音楽」と評される母親の坂本スミ子と対照的に「水のような音楽」と評される。
幼稚園教員と船舶2級を有し、レスキューダイバー、認定フェイシャルエステティシャンおよび日本サプリメント協会サプリメント指導士である。

## 来歴
母親の影響で音楽に興味を持ち、中学と高校で音楽部に所属する。大学在学中に、篠山紀信が手掛ける「週刊朝日」女子大生シリーズのオーディションに合格して表紙モデルになる。フジテレビ系深夜番組「Simple Plan」のオーディションを経て、同番組に関わる岡本真夜がプロデュース・作詞・作曲するシングル「ANNIVERSARY」で、1996年9月20日にポニーキャニオンよりデビューする。記念日をテーマにした楽曲でクリスマスソング、結婚ソングとして親しまれた。
2000年5月から父親が代表取締役を務めたドクターイシイコスメティックス でエステサロン運営と化粧品開発を継ぐ。2014年に父親が死去したのちに代表取締役に就いて業務を拡大している。父方の実家が熊本市内で経営する幼稚園は、母親の坂本スミ子が園長を務めるほかに石井も経営に携わる。

## エピソード
2008年に伊東の断食道場で偶然出逢い、作曲家の浜圭介と交流を始める。浜から「君も何年もうたっているようだけど、歌謡曲を歌う気はあるかい？この曲のイメージに合う人を探していたんだよ。」とギター1本で歌われたデモテープを渡されたことからジャンルをJ-POPから歌謡曲に拡大し、2011年6月22日に11年ぶりのシングルとして「この…駅で」を日本コロムビアより発売した。「この…駅で」は大津あきらが病床で綴った詞に浜が曲を付けたもので、浜は盟友が最期に作詞したその楽曲をずっと温めていた。偶然出逢った石井の声質を「母親の坂本スミ子の情熱的な熱唱とは対照的に透明感があり、その上に薄い膜が張っているのが魅力」と賞した。石井はインタビューで母親を「母は血の気の多いラテン系（笑）。思ったことを口にするタイプ。周りが大変なのを見てきたので、私は引っ込み思案な方。でも音楽が身近にあったのは母のおかげ。」と述べている。

## ディスコグラフィ

### シングル
1. ANNIVERSARY（1996年9月20日リリース／ポニーキャニオン）
  - 1. ANNIVERSARY（作詞・作曲：岡本真夜、編曲：十川知司）※さくらんぼテレビ1997年度イメージソング
  - 2. ANNIVERSARY [Original Karaoke]（作詞・作曲：岡本真夜、編曲：十川知司）
2. 会いたくて… （1997年2月19日リリース／ポニーキャニオン）
  - 1. 会いたくて…（作詞・作曲：岡本真夜、編曲：十川知司）
  - 2. We've Only Just Begun（作詞・作曲：Paul Williams & Roger Nichols 、編曲：澤近泰輔） ※カーペンターズのカバー
  - 3. 会いたくて… [Instrumental Version]（作詞・作曲：岡本真夜、編曲：十川知司）
3. With you（1997年7月23日リリース／ポニーキャニオン） 
  - 1. With you（作詞・作曲：岡本真夜、編曲：十川知司）※読売テレビ・日本テレビ系ドラマ「失楽園」エンディングテーマ
  - 2. OVER JOYED（作詞・作曲：Stevie Wonder、編曲：菅原弘明） ※スティーヴィー・ワンダーのカバー
  - 3. With you [Instrumental Version]（作詞・作曲：岡本真夜、編曲：十川知司）
4. 恋だっていいのに（1997年12月17日リリース／ポニーキャニオン） 
  - 1. 恋だっていいのに（作詞・作曲：鈴木祥子、編曲：菅原弘明）
  - 2. ANNIVERSARY [Marone Version]（作詞・作曲：岡本真夜、編曲：菅原弘明）
  - 3. Lullaby of Birdland（作詞：George David Weiss、作曲：George Shearing、編曲：菅原弘明） ※ジョージ・シアリングのカバー
  - 4. 恋だっていいのに [Instrumental Version]（作詞・作曲：鈴木祥子、編曲：菅原弘明）
5. ずっとそばで…（1998年6月17日リリース／ポニーキャニオン）
  - 1. ずっとそばで…（作詞・作曲：山咲麻子、編曲：菅原弘明）
  - 2. THE SMILING HOUR（作詞・作曲：Ivan Lins、Vitor Martins、Louis Oliveira、編曲：菅原弘明） ※サラ・ヴォーンのカバー
  - 3. ずっとそばで… [Instrumental Version]（作詞・作曲：山咲麻子、編曲：菅原弘明）
6. 月桃（1998年9月2日リリース／ポニーキャニオン）
  - 1. 月桃（作詞：石井聖子、作曲・編曲：菅原弘明）
  - 2. STAND BY ME（作詞・作曲：Ben E. King、Jerry Leiber、Mike Stoller、編曲：菅原弘明） ※ベン・E・キングのカバー
  - 3. 月桃 [Instrumental Version]（作詞：石井聖子、作曲・編曲：菅原弘明）
7. ライスシャワー（1998年12月2日リリース／ポニーキャニオン）
  - 1. ライスシャワー（作詞：石井聖子、作曲：山咲麻子、編曲：菅原弘明）
  - 2. 今もいつも（作詞：石井聖子、作曲：泉川そら、編曲：吉俣良）
  - 3. WAKE ME UP BEFORE YOU GO-GO（作詞・作曲：George Michael、編曲：菅原弘明） ※ワム!のカバー
  - 4. ライスシャワー [Instrumental Version]（作詞：石井聖子、作曲：山咲麻子、編曲：菅原弘明）
8. every day clear sky（1999年4月21日リリース／ポニーキャニオン）
  - 1. every day clear sky（作詞・作曲：ЯＫ、編曲：土方隆行）
  - 2. every day clear sky [English Version]（作詞・作曲：ЯＫ、英詞：Mimi、編曲：土方隆行）
  - 3. every day clear sky [Instrumental Version]（作詞・作曲：ЯＫ、編曲：土方隆行）
9. DOOR（2000年1月19日リリース／ポニーキャニオン）
  - 1. DOOR（作詞：谷山浩子、作曲・編曲：崎谷健次郎）
  - 2. Spoon（作詞：石井聖子、作曲・編曲：崎谷健次郎）
  - 3. Lie（作詞：石井聖子、作曲・編曲：崎谷健次郎）
  - 4. DOOR [Remix Version]（作詞：谷山浩子、作曲・編曲：崎谷健次郎）
10. この…駅で（2011年6月22日リリース／日本コロムビア）※日本コロムビア移籍
  - 1. この…駅で（作詞：大津あきら、作曲：浜圭介、編曲：若草恵）
  - 2. ラストチークで泣かせて（作詞：岡田冨美子、作曲：浜圭介、編曲：若草恵）
  - 3. ラストチークで泣かせて [デュエット・バージョン]（作詞：岡田冨美子、作曲：浜圭介、編曲：若草恵）
11. 恋はまぼろし〜Te amo〜（2012年4月25日リリース／日本コロムビア）
  - 1. 恋はまぼろし〜Te amo〜（作詞：なかにし礼、作曲：浜圭介、編曲：萩田光雄）
  - 2. 別れる前に（作詞：なかにし礼、作曲：浜圭介、編曲：萩田光雄）
  - 3. 恋はまぼろし〜Te amo〜 [オリジナル・カラオケ]（作詞：なかにし礼、作曲：浜圭介、編曲：萩田光雄）
  - 4. 別れる前に [オリジナル・カラオケ]（作詞：なかにし礼、作曲：浜圭介、編曲：萩田光雄）
12. マラケシュの人形芝居（2013年7月24日リリース／日本コロムビア）
  - 1. マラケシュの人形芝居（作詞：松本一起、作曲：浜圭介、編曲：前田俊明）
  - 2. しゃっこいね（作詞・作曲：浜圭介、編曲・伊戸のりお）
  - 3. マラケシュの人形芝居 [オリジナル・カラオケ]（作詞：松本一起、作曲：浜圭介、編曲：前田俊明）
  - 4. しゃっこいね [オリジナル・カラオケ]（作詞・作曲：浜圭介、編曲・伊戸のりお）
  - 5. マラケシュの人形芝居 [半音下げオリジナル・カラオケ]（作詞：松本一起、作曲：浜圭介、編曲：前田俊明）
  - 6. しゃっこいね [半音下げオリジナル・カラオケ]（作詞・作曲：浜圭介、編曲・伊戸のりお）
  - 7. マラケシュの人形芝居 [1コーラスカラオケ]（作詞：松本一起、作曲：浜圭介、編曲：前田俊明）
  - 8. マラケシュの人形芝居 [半音下げ1コーラスカラオケ]（作詞：松本一起、作曲：浜圭介、編曲：前田俊明）
13. 7 cm（2015年6月24日リリース／日本コロムビア）
  - 1. 局 TSU-BO-NE（作詞：shungo.、作曲・編曲：salt）
  - 2. Irony（作詞：shungo.、作曲・編曲：y@suo ohtani）
  - 3. 7 cm（作詞：shungo.、作曲・編曲：y@suo ohtani）
  - 4. 局 TSU-BO-NE [TV Mix]（作詞：shungo.、作曲・編曲：salt）
  - 5. Irony [TV Mix]（作詞：shungo.、作曲・編曲：y@suo ohtani）
  - 6. 7 cm [TV Mix]（作詞：shungo.、作曲・編曲：y@suo ohtani）
  - 7. Irony [TV Mix Radio Edit]（作詞：shungo.、作曲・編曲：y@suo ohtani）
  - 8. 7 cm [TV Mix Radio Edit]（作詞：shungo.、作曲・編曲：y@suo ohtani）
14. ORDINARY〜冬の午後〜（2016年12月1日先行配信／2017年2月22日盤リリース／日本コロムビア）※デビュー20周年記念シングル
  - 1. ORDINARY〜冬の午後〜（作詞：石井聖子、作曲：鈴木和郎、編曲：大谷靖夫）
  - 2. ANNIVERSARY-20th ANNIVERSARY unplugged-（作詞・作曲：岡本真夜、編曲：西海孝）※デビュー曲のセルフカバー
  - 3. ORDINARY〜冬の午後〜 [TV Mix]（作詞：石井聖子、作曲：鈴木和郎、編曲：大谷靖夫）
  - 4. ANNIVERSARY-20th ANNIVERSARY unplugged- [TV Mix]（作詞・作曲：岡本真夜、編曲：西海孝）
  - 5. ORDINARY〜冬の午後〜 [TV Mix Radio Edit]（作詞：石井聖子、作曲：鈴木和郎、編曲：大谷靖夫）

#### アルバム
|        | リリース日    | タイトル                                        | 収録曲 | 備考 |
| ------ | ------------- | ----------------------------------------------- | --- | --- |
| 1st    | 1997年9月20日 | Angelophany                                     | 1. スーパーマーケットのある街に住みたい 作詞：石井聖子、作曲・編曲：菅原弘明 2. 恋だっていいのに 作詞・作曲：鈴木祥子、編曲：菅原弘明 3. Gift 作詞：石井聖子、作曲：高橋洋子、編曲：菅原弘明 4. 会いたくて… 作詞・作曲：岡本真夜、編曲：十川知司 5. 海になった夢 作詞・作曲：鈴木祥子、編曲：菅原弘明 6. どうして？ 作詞・作曲：鈴木祥子、編曲：菅原弘明 7. Winter Picnic 作詞：石井聖子、作曲：高橋洋子、編曲：菅原弘明 8. ANNIVERSARY 作詞・作曲：岡本真夜、編曲：十川知司 9. 許して I miss you 作詞・作曲：障子久美、編曲：菅原弘明 10. With you 作詞・作曲：岡本真夜、編曲：十川知司 | 品番：PCCS-00144 - オリコン最高24位を記録。                                                                                   |
| 2nd    | 1998年9月20日 | Selon la lune…                                  | 1. 月桃（Original Version） 作詞：石井聖子、作曲・編曲：菅原弘明 2. ジレンマ 作詞：石井聖子、作曲・編曲：菅原弘明 3. 困っちゃうな 作詞：石井聖子、作曲：菅原弘明・岡本仁司、編曲：菅原弘明 4. 笑顔 作詞：石井聖子、作曲：山咲麻子、編曲：菅原弘明 5. ずっとそばで… 作詞・作曲：山咲麻子、編曲：菅原弘明 6. 聖なる夜に想うこと 作詞・作曲：浅香春子、編曲：吉俣良 7. ありがとう 作詞：石井聖子、作曲：浅香春子、編曲：吉俣良 8. 砂時計 作詞：石井聖子、作曲：鈴木祥子、編曲：菅原弘明 9. 今もいつも 作詞：石井聖子、作曲：泉川そら、編曲：吉俣良 10. 月桃（Album Version） 作詞：石井聖子、作曲・編曲：菅原弘明 | 品番：PCCA-01234 |
| 3rd    | 2003年9月20日 | 紫苑〜SHION                                     | 1. 序章 作詞：石井聖子、編曲：鬼武みゆき 2. 恋文 作詞：石井聖子・向佐安代、作曲：山吹麻子、編曲：鬼武みゆき 3. 君モイテ僕モイテ 作詞：石井聖子、作曲・編曲：鬼武みゆき 4. 愛という名の空 作詞：石井聖子、編曲：鬼武みゆき 5. 刺赤（ししゃく） 作詞：石井聖子 6. 鱗粉 作詞：石井聖子、編曲：鬼武みゆき 7. 無題 作詞：石井聖子、作曲・編曲：菅原弘明 8. 宝物 作詞：石井聖子、編曲：鬼武みゆき 9. 結ンデ開イテ 作詞：石井聖子 10. 白蓮 作詞：石井聖子、作曲：山咲麻子、編曲：鈴木和郎 11. 紫苑 作詞：石井聖子、編曲：鬼武みゆき | 品番：AZRC1001。 - アズライトよりリリース。                                                                                   |
| ベスト | 2010年5月19日 | 石井聖子 ベスト・コレクション                   | 1. ANNIVERSARY 作詞：作曲:岡本真夜、編曲：十川知司 2. スーパーマーケットのある街に住みたい 作詞：石井聖子、作曲・編曲：菅原弘明 3. 恋だっていいのに 作詞・作曲：鈴木祥子、編曲：菅原弘明 4. Gift 作詞：石井聖子、作曲：高橋洋子、編曲：菅原弘明 5. 無題 作詞：石井聖子、作曲・編曲：菅原弘明 6. 会いたくて… 作詞・作曲：岡本真夜、編曲：十川知司 7. With you 作詞・作曲：岡本真夜、編曲：十川知司 8. 月桃（Original Version） 作詞：石井聖子、作曲・編曲：菅原弘明 9. 君モイテ僕モイテ 作詞：石井聖子、作曲・編曲：鬼武みゆき 10. 恋文 作詞：石井聖子・向佐安代、作曲：山吹麻子、編曲：鬼武みゆき 11. 私を呼ぶとき 作詞：石井聖子、作曲：植野慶子、編曲：秋田慎治 12. Happy Birathday～特別な日 作詞：石井聖子、作曲：植野慶子、編曲：鈴木和郎 13. ANNIVERSARY（Marone Version） 作詞・作曲：岡本真夜、編曲：菅原弘明 14. We've Only Just Begun 作詞・作曲：Roger Nichols & Paul Williams、編曲：澤近泰輔 15. OVER JOYED 作詞・作曲：Stevie Wonder、編曲：菅原弘明 16. DOOR 作詞：谷山浩子、作曲・編曲：崎谷健次郎 17. 夢で逢いましょう [坂本スミ子 with 石井聖子] 作詞：永六輔、作曲：中村八大、編曲：鈴木和郎 | 品番：PCCS-00144 - ポニーキャニオンよりリリースされた初のベストアルバム。アズライト時代にリリースされた楽曲も収録されている。 |
| カバー | 2013年8月21日 | When a woman loves a man 〜女が男を愛するとき〜 | 1. 逢いたくてしかたない 作詞：松井五郎、作曲：都志見隆、編曲：鈴木和郎 - 郷ひろみ「逢いたくてしかたない」カバー 2. ガラス越しに消えた夏 作詞：松本一起、作曲：大沢誉志幸、編曲：鈴木和郎 - 鈴木雅之「ガラス越しに消えた夏」カバー 3. 片想い 作詞・作曲：浜田省吾、編曲：鈴木和郎 - 浜田省吾「片想い」カバー 4. 恋人も濡れる街角 作詞・作曲：桑田佳祐、編曲：鈴木和郎 - 中村雅俊「恋人も濡れる街角」カバー 5. 別涙（わかれ） 作詞・作曲：因幡晃、編曲：鈴木和郎 - 因幡晃「別涙（わかれ）」カバー 6. 木蘭の涙 作詞：山田ひろし、作曲：柿沼清史、編曲：鈴木和郎 - スターダストレビュー「木蘭の涙」カバー 7. マラケシュの人形芝居 〜アルバム・バージョン〜 作詞：松本一起、作曲：浜圭介、編曲：前田俊明 - ボーナストラック | 品番：COCP-38162 - 日本コロムビアよりリリースされた初のカバーアルバム。                                                       |

### 参加作品
- オムニバス・アルバム『So Many Stars』（1996年12月16日／ポニーキャニオン）
  - 「ANNIVERSARY」（作詞・作曲：岡本真夜、編曲：十川知司）
- コンピレーション・アルバム『SPARKLING』（1997年11月19日／ポニーキャニオン）
  - 「With you」（作詞・作曲：岡本真夜、編曲：十川知司）
- コンピレーション・アルバム『COOL TRACKS』（1999年1月20日／ポニーキャニオン）
  - 「ライスシャワー」（作詞：石井聖子、作曲：山咲麻子、編曲：菅原弘明）
- オムニバス・アルバム『Japanese DREAM selection』（1999年3月17日／ポニーキャニオン）
  - 「ANNIVERSARY」（作詞・作曲：岡本真夜、編曲：十川知司）
- オリジナルサウンドトラック『ガラスの脳 オリジナルサウンドトラック』（2000年1月19日／ポニーキャニオン）
  - 「DOOR」（作詞：谷山浩子、作曲・編曲：崎谷健次郎）
    - ※映画「ガラスの脳」主題歌として収録
- コンピレーション・アルバム『富良野チャペルコンサート』（2000年11月29日／SMC）
  - 「恋態」（作詞：石井聖子、作曲：山咲麻子、編曲：SONIC DOVE）
- オムニバス・アルバム『恋する乙女はせつなくて ちょっとしたことですぐ 涙しちゃうの』（2002年9月19日／ポニーキャニオン）
  - 「ANNIVERSARY」（作詞・作曲：岡本真夜、編曲：十川知司）
- オムニバス・アルバム『フジテレビ系「めざましテレビ」39プロジェクト2006 Thank you ～ありがとう～』（2006年6月7日／ポニーキャニオン）
  - 「ありがとう」（作詞：石井聖子、作曲：浅香春子、編曲：吉俣良）
- 坂本スミ子・歌手生活50周年記念アルバム『夢で逢いましょう』（2008年1月11日／アズライトレコード）
  - 「夢で逢いましょう」（作詞：永六輔、作曲：中村八大、編曲：鈴木和郎）　
  - 「親を眠らす子守唄（映画『楢山節考』イメージソング）」（作詞：なかにし礼、作曲：川口真、編曲：鈴木和郎）
    - ※アルバム・プロデュースと、上記2曲でデュエット
- オムニバス・アルバム『20世紀唱女』（2010年3月15日／ポニーキャニオン）
  - 「ANNIVERSARY」（作詞・作曲：岡本真夜、編曲：十川知司）
- コンピレーション・アルバム『SYOKO SUZUKI Song Book I 鈴木祥子作品集 Vol.1 (1989-2009)』（2010年7月28日／ソニー・ミュージックダイレクト）
  - 「恋だっていいのに」（作詞・作曲：鈴木祥子、編曲：菅原弘明）
- コンピレーション・アルバム『TV-HITS プレミアム・ボックス』（2013年9月30日／ポニーキャニオン）
  - 「ANNIVERSARY」（作詞・作曲：岡本真夜、編曲：十川知司）

## 出演

### テレビ
- Simple Plan（フジテレビ）
- アイドルオンステージ（NHK-BS2）
- HEY!HEY!HEY! MUSIC CHAMP #102（1997年2月17日、フジテレビ）
- MUSIC FAIR 21（1997年8月3日、フジテレビ） - 岡本真夜、辛島美登里と共に出演・歌唱
- m.m.m.! （2000年1月17日、日本テレビ）
- てるてる家族 -第139回-（2004年3月15日、NHK） - ギターの女役
- 坂本九音楽祭 ～九ちゃん!!夢であいましょう・あいたかった（2004年12月29日、NHK）
- スタジオパークからこんにちは（2009年1月22日、NHK）
- もうすぐピンポン!（2009年1月23日、TBS）
- もうすぐピンポン!（2009年2月27日、TBS）
- NNNドキュメント「隣町まで25時間　産めない島…小笠原の女たち」（2009年9月7日、日本テレビ）
- 山本智子の歌日記（2011年8月26日、スカイパーフェクトTV266ch）
- 金曜バラエティー「旅立ちの春に 卒業ソングNOW 秋川雅史 石井聖子 ジャミン・ゼブ」（2012年2月24日、NHK）
- BeauTV〜VoCE（2013年2月1日、テレビ朝日）
- 徹子の部屋（2016年7月15日、テレビ朝日）- 坂本スミ子と共に出演・歌唱
- 日本の歌謡史を彩った作家達 第35回 永六輔 ～「黒い花びら」「上を向いて歩こう」～（2017年9月24日、NHK BSプレミアム）
- 名曲誕生！作曲家・浜圭介物語（2018年7月7日、BS-TBS）等

### ラジオ
- 石井聖子のHappy Bridal（2002年4月～、FM熊本、FM大分）
- 石井聖子のハウジングエッセイ（2003年8月～、FM熊本）
- くり万太郎のオールナイトニッポンR（2011年7月1日、ニッポン放送）
- おはようサタデー（2011年7月2日、ミュージックバード）
- 歌の散歩道（2011年7月4日、NHKラジオ第1放送）
- 吉田照美 ソコダイジナトコ（2011年7月5日、文化放送）
- アフタヌーンパラダイス（2011年7月6日、FM世田谷）
- 歌の交差点（2011年7月14日、ミュージックバード）
- ミュージックギフト（2011年7月17日、文化放送）
- 大沢悠里のゆうゆうワイド（2011年7月20日、TBSラジオ）
- TOKYO UPSIDE STATION（2011年8月15日、東海ラジオ
- 夏木ゆたかのホッと歌謡曲（2011年8月15日、アール・エフ・ラジオ日本）
- ほんまもん（2011年8月19日、ラジオ大阪）
- 杉紀彦のラジオ村（2011年8月22日、アール・エフ・ラジオ日本）
- モーニングミックス（2011年8月24日、MBSラジオ）
- 水谷ひろしの歌謡ウェ～ブ（2011年8月28日、ラジオ大阪）
- Age Free Music!（2011年9月1日、FM NACK5）
- 石井聖子とpoco rit.（2011年9月～、FM NACK5）[6]
- 日曜バラエティー（2011年9月25日、NHKラジオ第1放送）
- 坂井隆夫のほのぼの歌謡曲（2011年9月27日、アール・エフ・ラジオ日本）
- ぱんぱかぱーん（2011年11月15日、山形放送）
- GOGOMONZ（2011年11月21日、FM NACK5）
- ご近所ラジオ（2011年11月24日、北日本放送）※電話出演
- ラジDONぶり（2011年11月24日、NBCラジオ佐賀）※電話出演
- おしゃべり本舗（2011年11月24日、山陰放送）※電話出演
- みんなのラジオ（2011年11月24日、栃木放送）※電話出演
- ワイドステーション（2011年11月24日、IBC岩手放送）※電話出演
- 団塊花盛り（2011年11月25日、琉球放送）※電話出演
- イブナビ（2011年11月29日、FMくしろ）※電話出演
- ミュージックイン（2011年12月4日、和歌山放送）※電話出演
- 日曜演歌座（2011年12月4日、FMりべーる）※電話出演
- 夏木ゆたかのホッと歌謡曲（2012年4月25日、アール・エフ・ラジオ日本）
- 日曜バラエティー（2012年12月2日、NHKラジオ第1放送）
- 垣花正 あなたとハッピー!（2015年6月26日、ニッポン放送）
- キラメキ ミュージック スター「キラスタ」（2015年7月1日、FM NACK5）
- Beautilicious Cafe（2015年7月4日、FM FUJI）
- Blue Ocean（2015年7月16日、TOKYO FM）
- 川崎浩の歌謡ルネサンス（2015年7月24日、ミュージックバード）
- 志の輔ラジオ（2015年7月26日、文化放送）
- OSAKA MORNING VIEW（2015年7月28日、FM大阪）
- とことん全力投球!!妹尾和夫です（2015年7月28日、ABCラジオ）
- KYOTO AIR LOUNGE（2015年7月28日、α-STATION）
- お昼のレコード室（2015年7月29日、ぎふチャン）
- Radio Freaks（2015年7月29日、FM愛知）
- MID Feeling Good Time（2015年7月29日、MID-FM）
- 峰竜太のミネスタ（2015年8月5日、アール・エフ・ラジオ日本）
- NDS presents 高嶋ちさ子 Gentle Wind（2017年1月20日・27日、FM愛知）

### ライブ／イベント
- 2003年9月22日：南青山マンダラ ワンマンライブ
- 2003年10月5日：富山県V-DASHフェスタ トワイライトライブ
- 2003年10月20日：熊本城 お城祭り
- 2003年10月21日：熊本ギャラリー木村 ワンマンライブ
- 2003年10月25日：青森クチュール千代 ライブ＆トーク
- 2011年7月7日：タワーレコード新宿店 インストアライブ
- 2011年7月9日：新星堂 カルチェ５柏店 インストアライブ
- 2011年7月12日：ブルーノート東京 -Love for Japan- Journey back Home -音楽と朗読でお連れする「こころの旅」-

　　　　　　　　　　　　　　　　　　　　　音楽：溝口肇、谷川賢作、石井聖子／朗読：谷川俊太郎、レイチェル・チャン
- 2011年9月16日：ビルボードライブ大阪 坂本スミ子 & 石井聖子 with アロージャズオーケストラ
- 2011年10月14日：アリオ深谷 インストアライブ
- 2011年11月28日：La Donna「石井聖子 "KAYO" Live at La Donna Vol.1」 テーマ：「旅にでましょう」
- 2011年12月26日：La Donna「石井聖子 "KAYO" Live at La Donna Vol.2」 テーマ：「グレてやる！？！？」
- 2012年1月30日：La Donna「石井聖子 "KAYO" Live at La Donna Vol.3」 テーマ：「聖子の挑戦 うけて辰」
- 2012年2月29日：La Donna「石井聖子 "KAYO" Live at La Donna Vol.4」 テーマ：「私は気象予報士」
- 2012年3月7日：MADO LOUNGE「富乃宝山 PRESENTS THE MUSIC NIGHT "SOUL OF JAPAN"」
- 2012年3月26日：La Donna「石井聖子 "KAYO" Live at La Donna Vol.5」 テーマ：「ケジメましょう！」
- 2012年4月17日：La Donna「石井聖子 ”KAYO” Live at La Donna Vol.6」 テーマ：「歌と共に 歌を友に Live BEST」
- 2012年4月29日：新星堂 カルチェ５柏店 インストアライブ
- 2012年5月7日：アリオ川口 インストアライブ
- 2012年5月8日：ショーサンプラザ上尾 インストアライブ
- 2012年5月12日：ユアエルム八千代台 インストアライブ
- 2012年5月19日：小田原ダイナシティ インストアライブ
- 2012年5月25日：イオンおゆみ野 インストアライブ
- 2012年5月30日：アリオ深谷 インストアライブ
- 2012年6月2日：ミドリJR尼崎駅店 インストアライブ
- 2012年6月10日：浜松プレ葉ウォーク インストアライブ
- 2012年6月30日：ゆめタウン 光の森 インストアライブ
- 2012年7月1日：キャナルシティー インストアライブ
- 2012年7月1日：エルガーラ・パサージュ広場 インストアライブ
- 2012年10月1日：The Glee「石井聖子 Thank you Live」
- 2013年2月4日：ブルーノート東京 -Love for Japan- Journey back Home -音楽と朗読でお連れする「こころの旅Ⅱ」-

　　　　音楽：谷川賢作、石井聖子、吉野弘志／朗読：谷川俊太郎、レイチェル・チャン／ダンス：ATSUSHI(Dragon Ash)
- 2013年5月23日：上智大学 キャンパス内 野外ステージ「100周年記念祭 All Sophians' Festival 2013」

　　　　　　　　　p/立石一海g/塩塚博b/澁谷盛良ds/河合マイケル／エンディングトーク：早見優、西田ひかると共に出演
- 2013年6月6日：鶯谷 東京キネマ倶楽部「Guitar☆Man LIVE #005 –KING OF POPS-」

　　　　　出演：後藤次利/村上“ポンタ”秀一/北島健二/平川達也/千秋/加藤いづみ/篠原ともえ/松本明子/石井聖子/渡瀬マキ
- 2013年9月18日：Melody in the Park アルバムリリース記念ライブ「When a woman loves a man」
- 2013年10月30日：COTTON CLUB「坂本スミ子55周年記念ライブ with 東京キューバンボーイズ」※ゲスト出演
- 2013年12月5日：Melody in the Park Seiko Ishii Winter Live 「 今宵は、ふたりぼっち」
- 2014年6月8日：国際フォーラム ホールC 音楽バラエティ「夢であいましょう」

　　　　　　　　　　出演：永六輔/黒柳徹子/梓みちよ/ジェリー藤尾等、NHK「夢であいましょう」のメンバーが大集結！
- 2015年10月18日：国立代々木競技場第一体育館 「SPORTS of HEART 『LIVEアート展"Heart Art"』」
- 2016年2月12日：メロディーライン ライブ「石井聖子」＠Melody Line
- 2016年9月22日：エムズ・カンティーナ「菅原弘明 ネジレたオトコのライブ vol.2」出演：菅原弘明 / 石井聖子

　『石井聖子の1st,2ndアルバムのアレンジャーである菅原氏との初コラボライブ決定！20年前の石井聖子に戻る！？！？』
- 2016年11月21日：ブルーノート東京                                                                                                                  「SUMIKO SAKAMOTO with TOKYO CUBAN BOYS『The 80th Birthday Live Celebration』」 MC
- 2017年2月24日：KEYSTONE CLUB東京「石井聖子 LIVE」
- 2018年7月10日：JZ Brat Sound of Tokyo「石井聖子ライブ」
- 2018年11月22日：live space ZIMAGINE「スナックせい子 vol.1」
- 2019年1月29日：live space ZIMAGINE「スナックせい子 vol.2」
- 2019年4月1日：live space ZIMAGINE「スナックせい子 vol.3」
- 2019年6月18日：live space ZIMAGINE「スナックせい子 vol.4」
- 2019年7月5日：live space ZIMAGINE「スナックせい子 vol.5」